# Elisabeth Beton Delègue

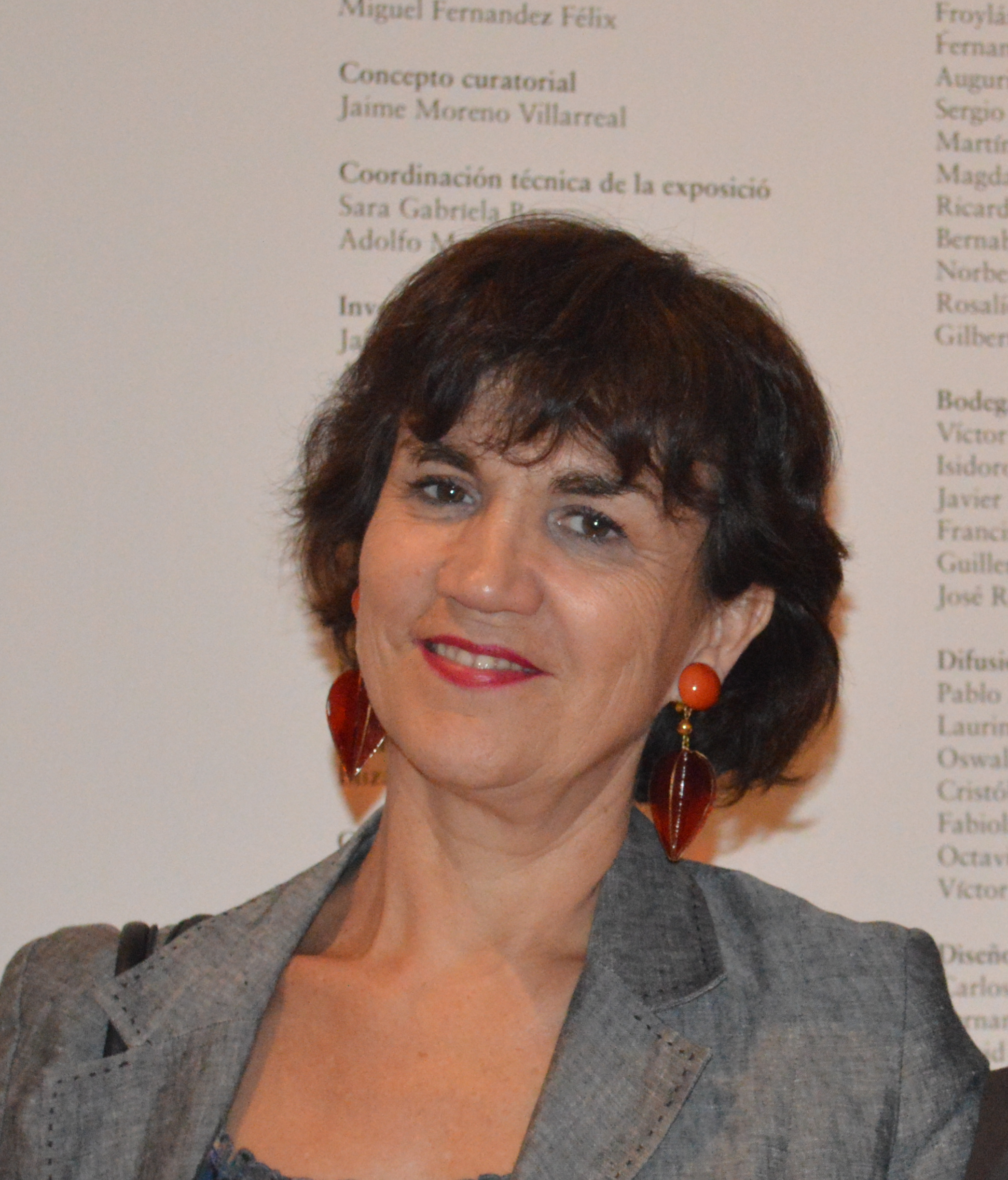
Elisabeth Beton Delègue (2012)

Elisabeth Beton Delègue (* 2. Januar 1955 in Bron) ist eine französische Diplomatin. Sie ist seit April 2019 Botschafterin ihres Landes beim Heiligen Stuhl.

## Laufbahn
Elisabeth Beton Delègue wurde 2005 zur außerordentlichen und bevollmächtigten Botschafter in Chile ernannt. Als Direktorin für Amerika und die Karibik wechselte sie 2008 an das Ministerium, bis sie 2012 als Botschafterin nach Mexiko ging. Zwei Jahre später wurde sie Assistentin des Generalinspektors für auswärtige Angelegenheiten am Quai d’Orsay. Von 2015 bis 2018 vertrat sie die Interessen Frankreichs als Botschafterin in Haiti.
Am 10. April 2019 wurde Elisabeth Beton Delègue zur Botschafterin beim Heiligen Stuhl ernannt. Sie ist bevollmächtigte Ministerin „hors classe“.
Beton Delègue spricht neben ihrer Muttersprache englisch und spanisch. Sie absolvierte Studiengänge als Juristin, am Institut für Politische Studien und an der École nationale d’administration (ENA). Sie ist verheiratet und Mutter von zwei Kindern.

## Ehrungen
- Offizier des französischen Nationalverdienstordens
- Ritter der Ehrenlegion